# Oscar Machapa
Oscar Machapa (Harare, 1 de junho de 1987) é um futebolista profissional zimbabuano que atua como meia.

## Carreira
Oscar Machapa representou o elenco da Seleção Zimbabuense de Futebol no Campeonato Africano das Nações de 2017.